# Aquilonia
Aquilonia ist eine italienische Gemeinde mit 1435 Einwohnern (Stand 31. Dezember 2023) in der Provinz Avellino in der Region Kampanien. Der Ort ist Teil der Bergkommune Comunità Montana Alta Irpinia.

## Geografie
Die Nachbargemeinden sind Bisaccia, Calitri, Lacedonia, Melfi (PZ), Monteverde und Rionero in Vulture (PZ).

## Verkehr
Der Haltepunkt Aquilonia liegt viele Kilometer östlich des Ortes an der im Personenverkehr nicht mehr bedienten Bahnstrecke Avellino–Rocchetta Sant’Antonio.

## Gemeindepartnerschaften
- Cambiano, Italien
- Caramagna Piemonte, Italien